# Arrondissements de Maine-et-Loire
Pour les autres listes d'arrondissements, voir Liste des arrondissements français.

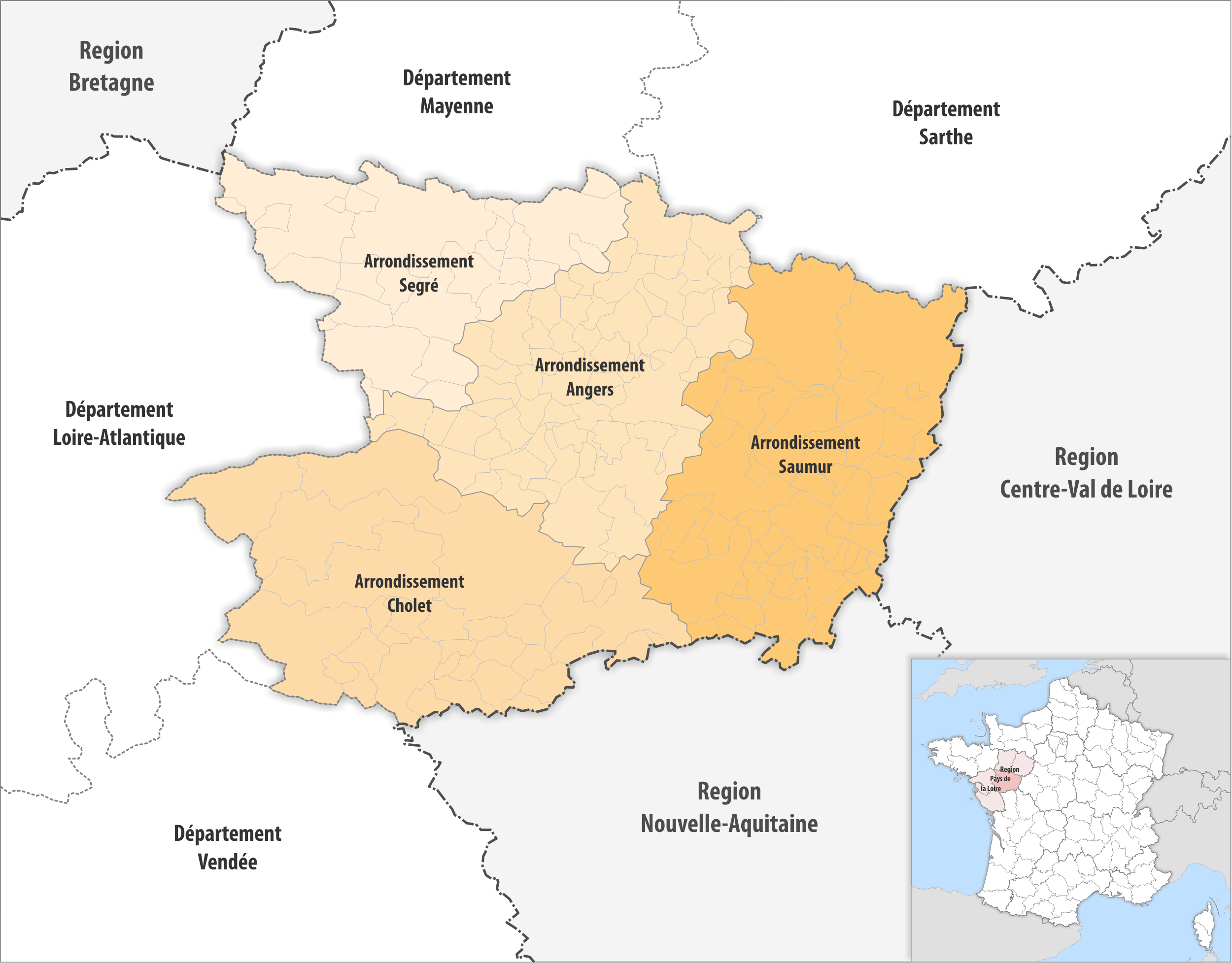
Les arrondissements de Maine-et-Loire en 2019.

Le département de Maine-et-Loire comprend quatre arrondissements.

## Composition
| Nom                      | Code Insee | Superficie (km2) | Population (dernière pop. légale) | Densité (hab./km2) | Modifier             |
| ------------------------ | ---------- | ---------------- | --------------------------------- | ------------------ | -------------------- |
| Arrondissement d'Angers  | 491        | 1 740,70         | 397 311 (2022)                    | 228                | modifier les données |
| Arrondissement de Cholet | 492        | 2 102,50         | 227 085 (2022)                    | 108                | modifier les données |
| Arrondissement de Saumur | 493        | 1 968,00         | 132 760 (2022)                    | 67                 | modifier les données |
| Arrondissement de Segré  | 494        | 1 295,50         | 70 995 (2022)                     | 55                 | modifier les données |
| Maine-et-Loire           | 49         | 7 166,00         | 828 151 (2022)                    | 116                | modifier les données |

## Histoire
- 1790 : création du département de Mayenne-et-Loire avec huit districts : Angers, Baugé, Châteauneuf, Cholet, Saint-Florent, Saumur, Segré et Vihiers
- 1791 : Mayenne-et-Loire devient Maine-et-Loire
- 1800 : création des arrondissements : Angers, Baugé, Beaupreau, Saumur et Segré
- 1857 : la sous-préfecture de Beaupréau est déplacée à Cholet
- 1926 : suppression de l'arrondissement de Baugé
- 2017 : modification des limites des arrondissements[1]